# Maurice (film)
Maurice (v britském originále Maurice) je britský dramatický film z roku 1987. Režisérem filmu je James Ivory. Hlavní role ve filmu ztvárnili James Wilby, Hugh Grant, Rupert Graves, Denholm Elliott a Simon Callow.

## Obsazení
| James Wilby          | Maurice Hall              |
| Hugh Grant           | Clive Durham              |
| Rupert Graves        | Alec Scudder              |
| Denholm Elliott      | doktor Barry              |
| Simon Callow         | pan Ducie                 |
| Billie Whitelaw      | paní Hall                 |
| Barry Foster         | Dean Cornwallis           |
| Judy Parfitt         | paní Durham               |
| Ben Kingsley         | Lasker-Jones              |
| Helena Bonham Carter | žena na kriketovém zápasu |